# Transport Giant
Transport Giant es un videojuego de estrategia para PC del año 2004. Distribuido por JoWooD Entertainment, su finalidad es la de construir un entramado de comunicaciones entre poblaciones capaz de contribuir al desarrollo de la economía.

## Argumento
Comenzando en 1850, hay que construir un imperio de transportes y vías de comunicación para trasladar las ingentes cantidades de materiales necesarios para desarrollar la nueva era de la industrialización.